# Per Stjernquist
Per Nilsson Stjernquist, född 14 maj 1912 i Lund, Skåne, död den 27 december 2005 i Lunds Allhelgonaförsamling, var en svensk jurist och professor. 

## Biografi
Per Stjernquist var son till professorn och universitetsrektorn Martin P:son Nilsson och Hanna Stjernquist.
Per Stjernquist var först professor i civilrätt och blev senare Lunds universitets förste professor i ämnet rättssociologi. Han var universitetets rektor 1968–1970, men omvaldes inte därefter. Han skrev kommentarer till Lagen om ekonomiska föreningar, samt inom rättssociologin bland annat "Den rättsliga kontrollen över mark och vatten", "Rätten i Samhällsbyggandet" och "Sociala styrningsformer" (tillsammans med Lena Lindgren och Dan Magnusson). I Kalmar nations småskrifter "Folket i trähusen". Tillsammans med sin bror Nils Stjernquist utgav han "Befolkning och bebyggelse i Ballingslöv och Tockarp". Han utgav också en skrift om Ängö i Kalmar.
Per Stjernquist var inspektor 1954–1996 vid Kalmar nation, Lund och ledamot av Kungliga Humanistiska Vetenskapssamfundet i Lund.
Han var från 1939 gift med professorn och arkeolog Berta Stjernquist. De är begravda på Norra kyrkogården i Lund. Per Stjernquist var bror till Nils Stjernquist, professor i statskunskap.